# 酒田ラーメン

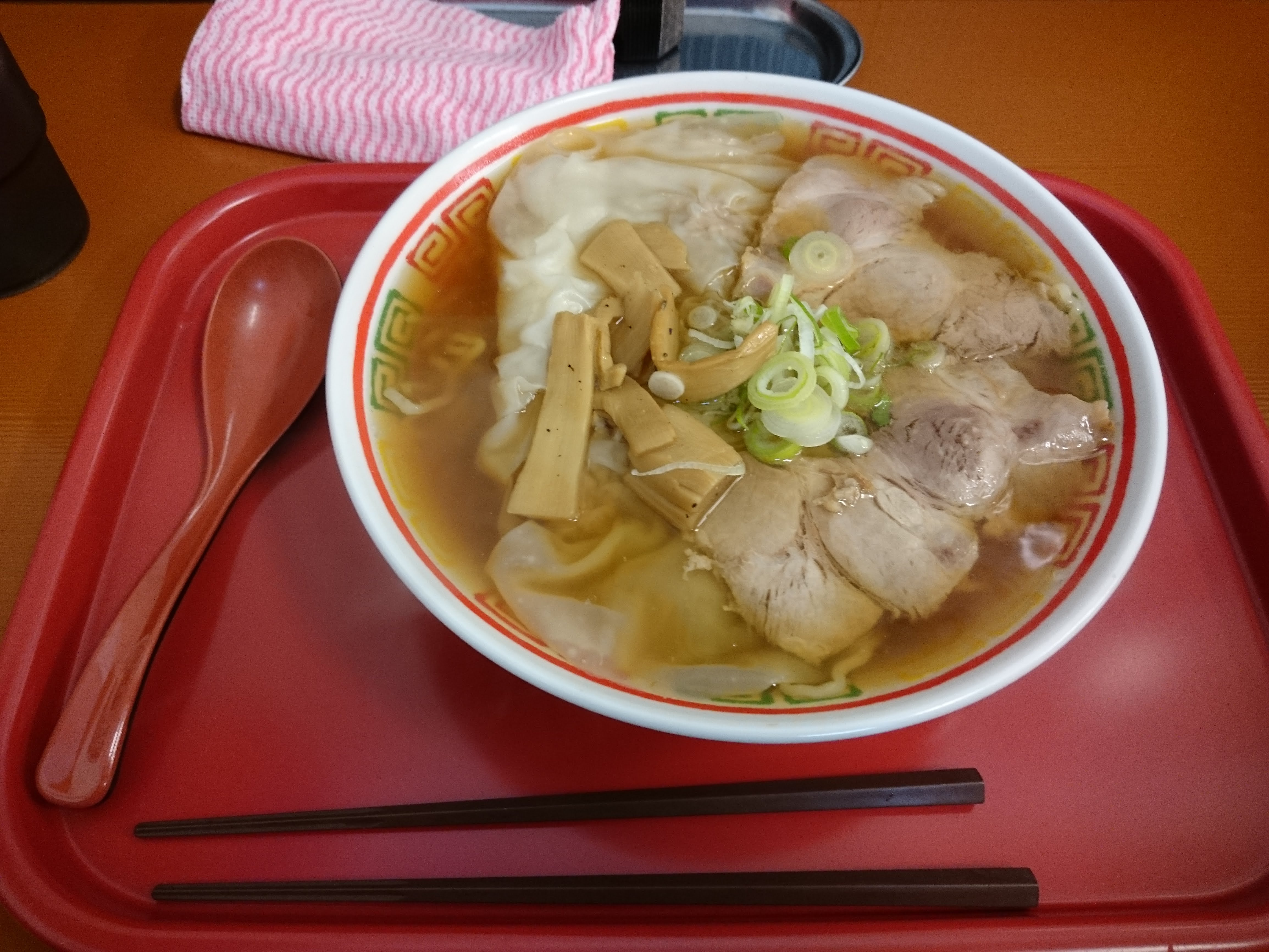
ワンタンメン（「ワンタンメンの満月」にて）

酒田ラーメン（さかたラーメン）は、山形県酒田市のご当地ラーメン。ワンタンメンが有名である。

## 概要
第一の特徴は、透明な醤油味のスープで、煮干し、昆布、トビウオ（あごだし）から出汁を取る。この他にもカツオ節やサバ節といった複数の魚介系出汁が使われ、さらに豚骨や鶏ガラからとった動物系出汁も組み合わされる。
第二の特徴がワンタンである。ワンタンの皮が極薄で、ふわとろな食感が特徴である。食感を大事にしており、日本では他に例をみないワンタンとなっている。また、提供する店ごとにワンタンに個性がある。「大来軒」が極薄ワンタンを始めたとも言われている。
2023年には、文化庁の100年フード未来部門に認定され、同年に開催された「日本ご当地ラーメン総選挙」では、酒田ラーメンが第1位を獲得した。
酒田市の外の人間からすると酒田市のラーメンはワンタンメンという印象もあるが（2014年時点）、酒田市内の住人からすると酒田のラーメンとはワンタンメンに限らず、いろいろな種類があり、朝、昼、夜とラーメンを食べることもある。この中でも夜ラーメンはラーメン店ではなく、居酒屋で提供されるラーメンということもある。

## 歴史
酒田ラーメンの歴史は、1926年（大正15年）に、中国出身の店主が支那そば屋を開業したことに始まる。酒田市内は昭和初期からラーメン店が増え、酒田市麺類食堂組合には一時は30店舗のラーメン店が加盟していたこともある（2023年時点では16店舗）。
山形県はラーメン県としても知られるが、県全体ではラーメン屋よりもそば屋のほうが圧倒的に多い。しかしながら、山形県の中でも酒田市はそば屋よりラーメン屋が多かった。そこで1990年から酒田のラーメンを日本全国に広めようと市内のラーメン店の有志によって「酒田のラーメンを考える会」が結成される
従来は、酒田ラーメンと言えば、煮干しやアゴ焼き干し、昆布を使った魚介系の醤油スープに自家製麺を合わせたものであったが、これに準ずる店以外を排除してしまうと広がりがなくなって閉鎖的になってしまう。「酒田のラーメンを考える会」では、日本全国に酒田ラーメンを広める前にまずは酒田市内の仲間を増やすことを目的に前述の定義とは異なる魚介系のあっさりスープを使った醤油ラーメンを出すラーメン店とも積極的にコミュニケーションを取っていった。
2013年くらいから酒田のラーメンをラーメンイベントへ出店する検討をはじめたが、見た目が普通の醤油ラーメンではイベントで戦えないということになり、インパクトのある見た目にするため、ワンタンメンを酒田のラーメンの売りにすることになった。その後、「酒田のラーメンを考える会」に加盟する13店舗ではすべての店でワンタンメンを提供することになり、酒田市は「ワンタンメンの街」となっていった。
2023年には文化庁の100年フード未来部門に「酒田のラーメン」が認定されている。
2023年に「日本ご当地ラーメン総選挙」では酒田市を挙げての応援が行われ、イベントには矢口明子酒田市長をはじめ酒田舞娘や市の公認キャラクター「あののん」も応援に参加している。

## 代表的な店舗
大来軒
昭和5年創業。酒田ラーメンの草分けとされる。後継者不足のため2003年に閉店したが、2013年に最後の弟子が2013年に「大来軒中央支店」として営業を再開した。
三日月軒
昭和31年創業。店主は大来軒で修業していた。店名は大正時代末頃に中国出身の人が営んでいた支那そば屋の店名の1つに因む。
ワンタンメンの満月
昭和35年創業。酒田のラーメンを牽引してきたワンタンメンの名店である。大来軒や三日月軒とは系統が異なり、日和山の近くにあった大衆食堂「港月食堂」で修業した店主が始めた店。
酒田ラーメン店の山形県外への初進出として、2014年に「ワンタンメンの満月 仙台禅定寺店」を宮城県仙台市青葉区にオープンしている。
“月系”
三日月軒や満月など店名に「月」が含まれる店が多いため、月系と呼ばれる。
“満月系”
月系の店の中でも満月から派生した店を指す。「清宝苑」「新月」「昇月」「隆月」「華月」「花鳥風月」など。